# شهرستان تونگ‌هوا
شهرستان تونگ‌هوا (به چینی: 通化县) یک شهرستان در چین است که در تابعیت شهر تونگ‌هوا (شهر در سطح ولایت)، استان جی‌لین واقع شده‌است.

شهرستان تونگ‌هوا ۴۶۸ متر بالاتر از سطح دریا واقع شده‌است.

## تقسیمات اداری
شهر شهرستان تونگ‌هوا به ۲ ناحیه، ۱۰ شهرک، ۳ قصبه، و ۲ قصبه قومیتی (هر دو مشترکاً برای کره‌ای‌ها و منچوها) تابعه تقسیم شده است. 
- ناحیه دونگ‌آن (东安街道، Dōng'ān jiēdào)
- ناحیه ماوشان (茂山街道، Màoshān jiēdào)

- شهرک اِرمی (二密镇، Èrmì zhèn)
- شهرک داآن (大安镇، Dà'ān zhèn)
- شهرک سان‌که‌یوشو (三棵榆树镇، Sānkēyúshù zhèn)
- شهرک شی‌جیانگ (西江镇، Xījiāng zhèn)
- شهرک شینگ‌لین (兴林镇، Xìnglín zhèn)
- شهرک شی‌هو (石湖镇، Shíhú zhèn)
- شهرک کوای‌داماو (快大茂镇، Kuàidàmào zhèn)
- شهرک گوانگ‌هوا (光华镇، Guānghuá zhèn)
- شهرک گووسونگ (果松镇، Guǒsōng zhèn)
- شهرک یینگ‌اِه‌بو (英额布镇، Yīng'ébù zhèn)
- شهرک شی‌جیانگ (西江镇، Xījiāng zhèn)

- قصبه دونگ‌لای (东来乡، Dōnglái xiāng)
- قصبه سی‌پنگ (四棚乡، Sìpéng xiāng)
- قصبه فوجیانگ (富江乡، Fùjiāng xiāng)

- ‌ قصبه قومیتی کره‌ای و منچو جین‌دوو / گیمدو / سینتای
  - (金斗朝鲜族满族乡، Jīndòu cháoxiǎnzú mǎnzú xiāng)
  - (금두조선족만족향، Kŭmdu chosŏnjok manjok hyang)
  - (ᠰᡳᠨᡨᠠᡳ ᠴᠣᠣᡥᡳᠶᠠᠨ ᡠᡴᠰᡠᡵᠠ ᠮᠠᠨᠵᡠ ᡠᡴᠰᡠᡵᠠ ᡤᠠᡧᠠᠨ، sintai coohiyan uksura manju uksura gašan)
- ‌ قصبه قومیتی منچو و کره‌ای داچوان‌یوان / ده‌جون‌وون / دای‌سِکیین
  - (大泉源满族朝鲜族乡، Dàquányuán mǎnzú cháoxiǎnzú  xiāng)
  - (대전원만족조선족향، Taejŏnwŏn manjok chosŏnjok hyang)
  - (ᡩᠠᡳ᠌ᠰᡝᡴᡳᠶᡝᠨ ᠮᠠᠨᠵᡠ ᡠᡴᠰᡠᡵᠠ ᠴᠣᠣᡥᡳᠶᠠᠨ ᡠᡴᠰᡠᡵᠠ ᡤᠠᡧᠠᠨ، daisekiyen manju uksura coohiyan uksura gašan)